# Đại dịch COVID-19 tại Bắc Triều Tiên
Vào đầu đại dịch COVID-19, chính phủ Triều Tiên chính thức lên tiếng phủ nhận với Tổ chức Y tế Thế giới rằng họ không có bất kỳ trường hợp nào mắc COVID-19 và truyền thông Nhà nước Triều Tiên cũng thông báo rằng nước này chưa có bất kì ca nghi nhiễm nào. Vào tháng 1 năm 2020, chính phủ Bắc Triều Tiên bắt đầu thực hiện các biện pháp để ngăn chặn sự bùng dịch, gồm việc thiết lập các cơ sở kiểm dịch và hạn chế đi lại nghiêm ngặt. Tháng 3 và tháng 4 năm 2020, Asia Times và 38 North cho biết các biện pháp này phần lớn đạt hiệu quả.
Dù chính phủ nước này chưa công bố bất cứ trường hợp nào mắc COVID-19; tuy nhiên, một số nhà phân tích nước ngoài tin rằng vi rút đã lây lan sang Triều Tiên vào tháng 3 năm 2020. Daily NK, một trang web tin tức của Hàn Quốc cho biết rằng khoảng 180 binh sĩ Triều Tiên đã chết vì các triệu chứng liên quan đến COVID-19 trong tháng 1 và tháng 2 năm 2020 và các bác sĩ bị cấm tiết lộ thông tin về COVID-19 để không làm tổn hại đến danh tiếng và hình ảnh của Kim Jong-un.
Ngày 12 tháng 5 năm 2022, Triều Tiên xác nhận ca nhiễm COVID-19 đầu tiên, là 1 ca nhiễm biến thể Omicron BA.2 được xác nhận tại Bình Nhưỡng. Và vào những ngày sau đó số ca nhiễm được phát hiện tăng nhanh lên hơn 300.000 người. Tính đến ngày 4 tháng 8 năm 2022, Triều Tiên ghi nhận 4,772,813 ca nhiễm COVID-19 và 74 ca tử vong.

## Dòng thời gian

### 2020

#### Tháng 1—2

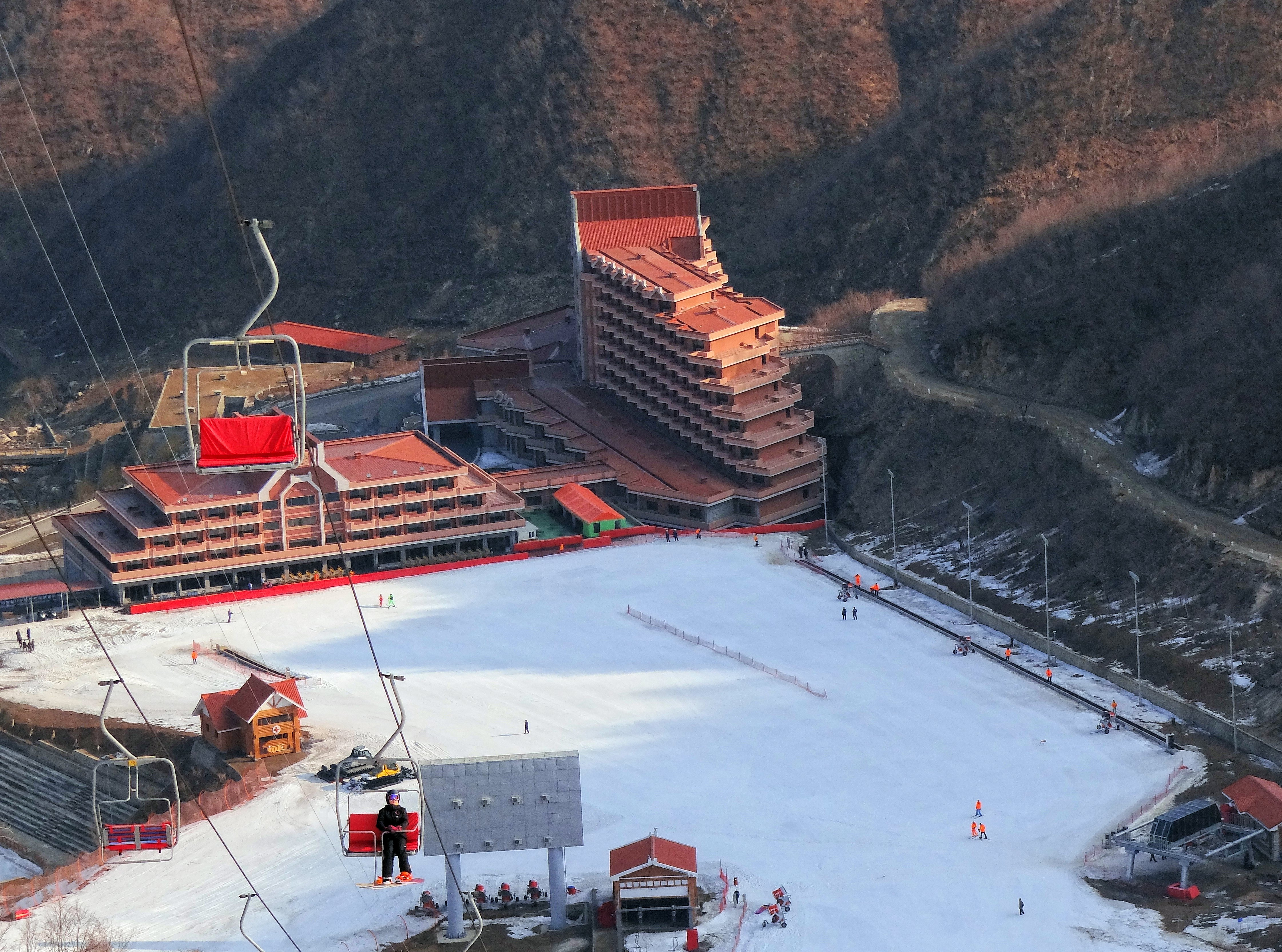
Masikryong Ski Resort, một khu nghỉ dưỡng trượt tuyết nổi tiếng ở Triều Tiên. Do ảnh hưởng của đại dịch, các khu nghỉ dưỡng trượt tuyết và spa ở nước này phải đóng cửa

Tiều Tiên là một trong những quốc gia đầu tiên đóng cửa biên giới do Covid-19. Từ ngày 23 tháng 1, Triều Tiên cấm khách du lịch nước ngoài, và tất cả các chuyến bay ra vào nội địa đều đóng cửa. Các nhà chức trách bắt đầu thông báo nhiều trường hợp nghi nhiễm, những ai có triệu chứng nhẹ như cúm phải cách ly hai tuần tại Sinuiju. Ngày 30 tháng 1, Hãng Thông tấn Trung ương Bắc Tiều Tiên tuyên bố "tình trạng khẩn cấp" và đưa tin các trụ sở chống dịch đang được thành lập trên khắp cả nước. Dù nhiều phần biên giới bị đóng cửa, nhưng cây cầu nối Đan Đông và Sinuiju vẫn cho phép di chuyển vật tư. Đến cuối tháng 2, chính phủ Triều Tiên cho biết họ sẽ đóng cửa biên giới cho đến khi tìm ra phương pháp điều trị.
Vào ngày 30 tháng 1, hãng thông tấn KCNA của Triều Tiên đã tuyên bố "tình trạng khẩn cấp nhà nước" và báo cáo việc thành lập trụ sở chống dịch trên toàn quốc. Vào ngày 2 tháng 2, KCNA báo cáo rằng tất cả những người đã vào nước này sau ngày 13 tháng 1 được đặt dưới sự "giám sát y tế". Vào ngày 7 tháng 2, năm người Bắc Triều Tiên tại Sinuiju của tỉnh Bắc Pyongan đã chết, theo các nguồn tin của Hàn Quốc. Trong cùng ngày, một phụ nữ Bắc Triều Tiên sống ở thủ đô Bình Nhưỡng cũng bị nhiễm bệnh, theo tờ Korea Times. Mặc dù không có xác nhận của chính quyền Bắc Triều Tiên về các tuyên bố, nước này đã thực hiện các biện pháp chặt chẽ hơn để chống lại sự lây lan của virus. Dù chính quyền Triều Tiên không hề công nhận những điều này, nhưng nước này đã thực hiện các biện pháp phòng dịch nghiêm ngặt hơn nữa nhằm ngăn chăn lây dịch sang Triều Tiên.
Mặc dù truyền thông Hàn Quốc đã chia sẻ tin tức gợi ý về sự lây lan của dịch COVID-19 sang Triều Tiên, WHO đã bác bỏ tính xác thực của những tuyên bố đó. Vào ngày 18 tháng 2, Rodong Sinmun, tờ báo chính thức của Đảng Lao động Triều Tiên, dẫn lời một quan chức y tế công cộng nhắc lại đất nước này "không có trường hợp nào được xác nhận về virus corona mới cho đến nay". WHO ưu tiên viện trợ cho Triều Tiên, bao gồm vận chuyển thiết bị và vật tư bảo vệ. Tất cả các chuyến bay quốc tế và dịch vụ đường sắt bị đóng cửa vào đầu tháng 2, và các tuyến đường biển và đường bộ phần lớn cũng như vậy trong các tuần tiếp theo. Đến tháng 2, việc đeo khẩu trang là bắt buộc và việc đến các địa điểm công cộng như nhà hàng bị cấm. Các khu nghỉ mát trượt tuyết và spa đều đóng cửa, và các cuộc diễu hành quân sự, chạy ma-ra-tông và các sự kiện tụ tập đông người đều hủy bỏ. Các trường học đóng cửa trên khắp cả nước, sinh viên đại học Bình Nhưỡng từ các nơi khác bị giam giữ trong các ký túc xá của mình.
Tờ Daily NK có trụ sở tại Hàn Quốc dẫn nguồn tin từ một người cung cấp trong quân đội Triều Tiên ngày 9 tháng 3 rằng, 180 binh sĩ đã thiệt mạng trong tháng 1 và 2, do biến chứng "sốt cao do viêm
phổi, lao, hen suyễn hoặc cảm lạnh", trong khi 3,700 binh lính phải cách ly.

#### Tháng 3

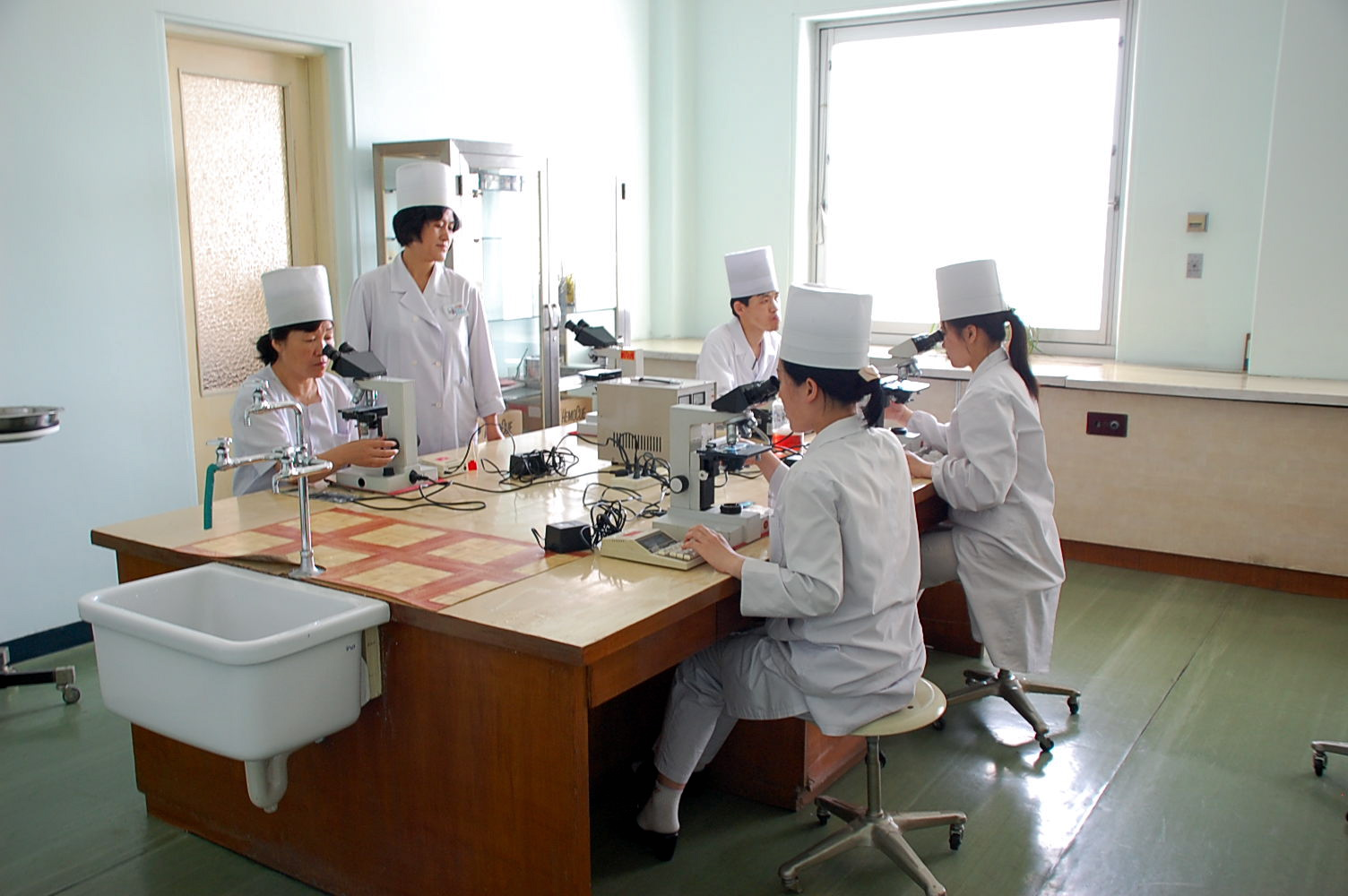
Một nhóm nhân viên y tế tại Bình Nhưỡng

Công dân Triều Tiên trở về từ các quốc gia khác phải cách ly 40 ngày, sau đó phải thực hiện "quan sát y tế" 30 ngày. Theo Truyền thông Triều Tiên, gần 7,000 người dân nước này phải tuân theo điều này vào ngày 1 tháng 3.
Vào ngày 14 tháng 3 năm 2020, truyền thông nhà nước Triều Tiên cho biết không có trường hợp nào được xác nhận trong lãnh thổ của mình.
Kim Jong-un ra lệnh xây các bệnh viện mới vào ngày 18 tháng 3. Truyền thông Bắc Tiều Tiên cũng đưa tin khởi công xây bệnh viện mới tiến hành một ngày trước, tức thứ ba, ngày 17 tháng 3. Kim trả lời một tờ báo liên quan đến Đảng Công nhân nắm quyền ở Hàn Quốc rằng việc xây các bệnh viện mới nhằm cải thiện chung hệ thống chăm sóc sức khỏe của quốc gia, mà không nói đến Covid-19.
Ngày 20 tháng 3, Truyền thông Triều Tiên đưa tin ngoài 3 người nước ngoài, hơn 2,590 người không cần cách ly nữa ở các tỉnh Bắc Pyongan và Nam Pyongan.
Các tổ chức ngoài đã cung cấp nhằm viện trợ chống lại vi rút như chính phủ Nga hỗ trợ dụng cụ xét nghiệm, WHO công bố kế hoạch tiếp tế dù không có trường hợp nào xác nhận, Liên đoàn Lưỡi liềm đỏ và Trăng lưỡi liềm đỏ Quốc tế, Bộ Ngoại giao Hoa Kỳ và chính phủ Hàn Quốc cho biết sẵn sàng giúp đỡ. Chính phủ Hoa Kỳ đã làm việc với Liên Hợp Quốc đưa ra ngoại lệ với các lệnh trừng phạt, dù họ bị chỉ trích là cố làm chậm quá trình viện trợ. Các bác sĩ không biên cho biết cuối tháng 3 sẽ cung cấp thiết bị chuẩn đoán và thiết bị bảo vệ cá nhân đang mắc kẹt ở Trung Quốc.
Vào ngày 26 tháng 3, New York Times đưa tin hình ảnh vệ tinh do Viện Dịch vụ Hoàng gia Liên hiệp Anh chia sẻ, cho thấy việc buôn bán bất hợp pháp than và các loại hàng hoá khác đã ngưng trệ, và các tàu thương hại chạy không tải tại quê hương họ. Sau khi đóng cửa biên giới, việc xuất khẩu của Triều Tiên chỉ đạt 610,000 $ vào tháng 3 năm 2020, giảm 96% so với năm ngoái.
Theo Chính phủ Triều Tiên, 10,000 người đã bị cách ly vào cuối tháng 3. Từ 12 tháng 2, thời gian cách ly 14 ngày đối với tất cả người nước ngoài, (bao gồm cả các nhân viên địa phương tại nước này) kéo dài lên 30 ngày. Các nhà ngoại giao và người nước ngoài được sơ tán đến Vladivostok vào tháng 3. Đến ngày 27 tháng 3, theo truyền thông Bắc Triều Tiên, chỉ có hai người nước ngoài đang cách ly và 2,280 người dân đang được "theo dõi y tế" ở các khu vực như các tỉnh Nam Pyongan, Bắc Pyongan, Ryanggang và thành phố Rason.
Quân đội Triều Tiên đã bắn 5 tên lửa trong 2 lần vào đầu tháng 3. Đây có thể là "một nỗ lực nhằm đảm bảo đất nước vẫn nằm trong chương trình nghị sự của các quốc gia khác trong bối cảnh vi rút lây lan". Tiếp đến là nhiều vụ thử tên lửa cuối tháng 3, cùng Hội đồng nhân dân tối cao sẽ nhóm họp vào đầu tháng 4. Các nhà quan sát nước ngoài cho rằng chính phủ đang cố cho dân tin tưởng vào công việc xử lý vi rút của nước này. Quân đội Hàn Quốc chia sẻ các vụ thử tên lửa "hoàn toàn không phù hợp" trong giai đoạn dịch bệnh.
Tháng 2 và 3, các quan chức Mỹ quan sát thấy các hoạt động quân sự ở Triều Tiên giảm, và họ cho rằng nguyên nhân là do nước này đã có ca mắc Covid.
Giữa tháng 3, Kim Jong-un gửi một bức thư cho Tổng thống Hàn Quốc Moon Jae-in như muốn đồng lòng ủng hộ trong bối cảnh dịch diễn biến phức tạp tại Hàn Quốc. Tổng thống Hoa Kỳ Donald Trump đã viết thư cho Kim bày tỏ sẵn sàng làm việc với ông để đầy lùi Covid. Truyền thông nhà nước Bắc Triều Tiên bắt đầu đưa tin về mức độ nghiêm trọng của đợt bùng phát dịch ở các nước khác.
Ngày 31 tháng 3, tờ Asia Times, đưa tin các biện pháp phòng dịch của Triều Tiên về cơ bản đã thành công.

#### Tháng 4—6

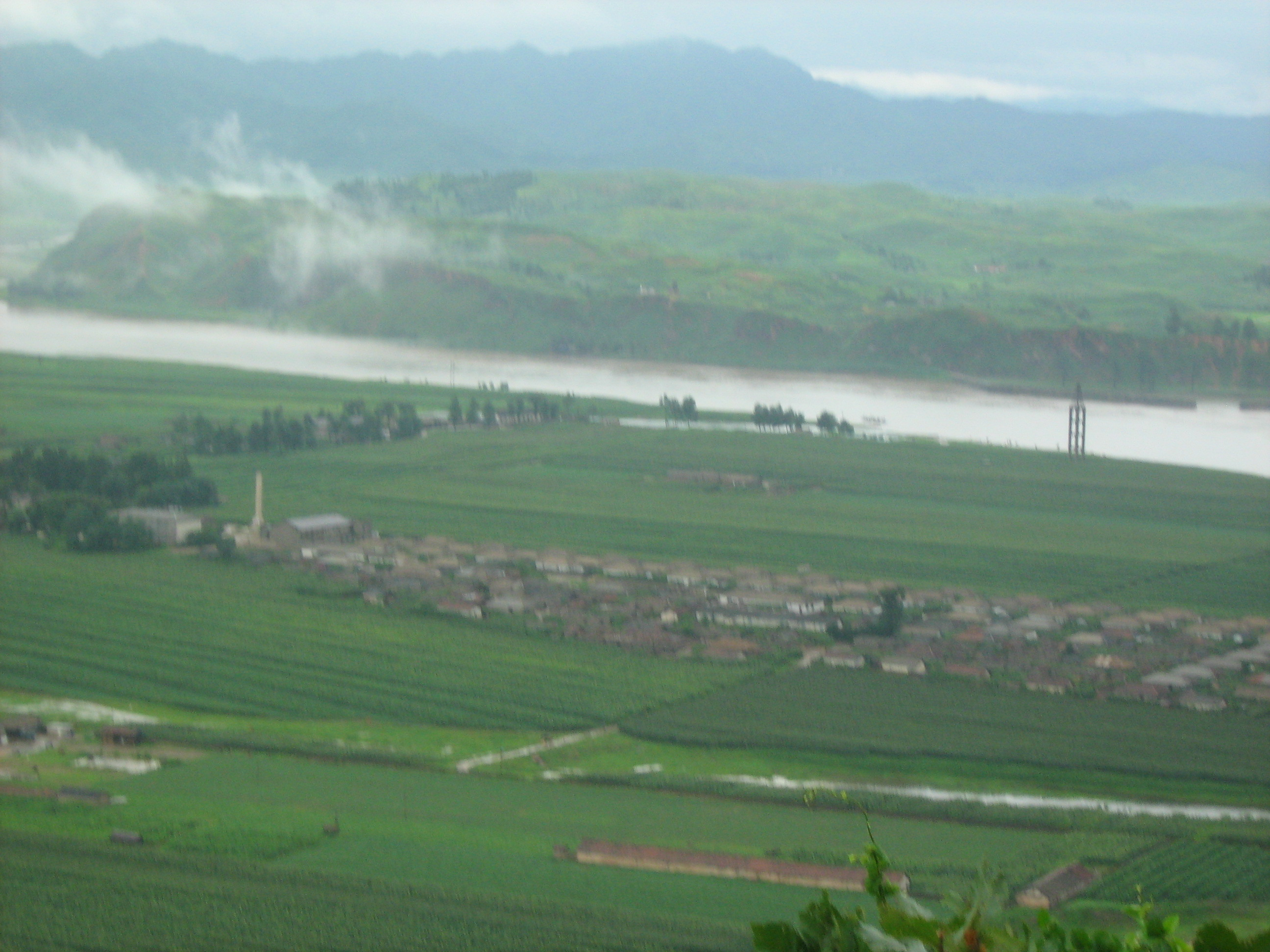
Một ngôi làng ở Triều Tiên sát biên giới với Trung Quốc

Vào ngày 1 tháng 4, quan chức y tế cộng đồng Triều Tiên Pak Myong-su tuyên bố nước này không hề có ca mắc nào. Edwin Salvador, đại diện WHO tại Triều Tiên cho biết đến ngày 2 tháng 4, 709 người đã được xét nghiệm, không có ca mắc nào được xác nhận và 509 người đang cách ly. Ngày 23 tháng 4, có thông tin cho rằng nước này tiến hành 740 cuộc xét nghiệm COVID-19 và đều cho kết quả âm tính. Cùng ngày, Daily NK đưa tin một người Triều Tiên khi đang cố vượt biên qua sông Tumen để tới Trung Quốc bị bắn chết, được thông báo là đã dương tính với vi rút.
Ngày 11 tháng 4, Kim Jong-un chủ trì một cuộc họp của Bộ Chính trị Đảng Lao động Triều Tiên. Cuộc họp đã thông qua nghị quyết chung của Ủy ban Trung ương, Ủy ban Các Vấn đề về Nhà nước và Nội các, "Về việc thực hiện triệt để hơn các biện pháp quốc gia để bảo vệ cuộc sống và sự an toàn của người dân Triều Tiên".
Từ giữa đến cuối tháng 4, các hạn chế đi lại đối với người nước ngoài tại Bình Nhưỡng dần nới lỏng, cảng Nampo mở cửa trở lại đón các tàu công-ten-nơ và Hội nghị Nhân dân Tối cao khoá 14 gồm hàng trăm đại biểu tham dự dù không đeo khẩu trang. Ngày 23 tháng 4, trang web 38 North cho biết việc phòng dịch sớm và rộng rãi ở Triều Tiên đã thành công.
Đại sứ quán Anh tại Bình Nhưỡng tạm thời đóng cửa từ 27 tháng 5, và tất cả các phái đoàn ngoại giao trở về nước. Theo thông cáo Văn phòng Ngoại giao Anh, điều này do việc luân chuyển nhân viên và duy trì hoạt động của Đại sứ quán gây ảnh hưởng đến việc phòng chống dịch.
Ngày 19 tháng 6, thông báo cập nhật của WHO, từ Bộ Y tế Công cộng khẳng định các trường học và cơ sở giáo dục trong nước đã mở cửa trở lại.
Mạng lưới ngầm hỗ trợ những ai đào tẩu thoát khỏi Triều Tiên gần như không thể hoạt động do việc kiểm soát dịch nghiêm ngặt khiến các cuộc đào tẩu phá sản. Tỷ lệ đào tẩu sụt giảm, có thể do an ninh tăng cường dưới chính quyền Kim Jong-un ở Triều Tiên và Tập Cận Bình ở Trung Quốc. Từ đầu tháng 4 đến cuối tháng 6, chỉ có 12 người đào tẩu khỏi Triều Tiên đến Hàn Quốc, giảm hẳn so với 320 người cùng thời điểm năm 2019.

#### Tháng 7—12

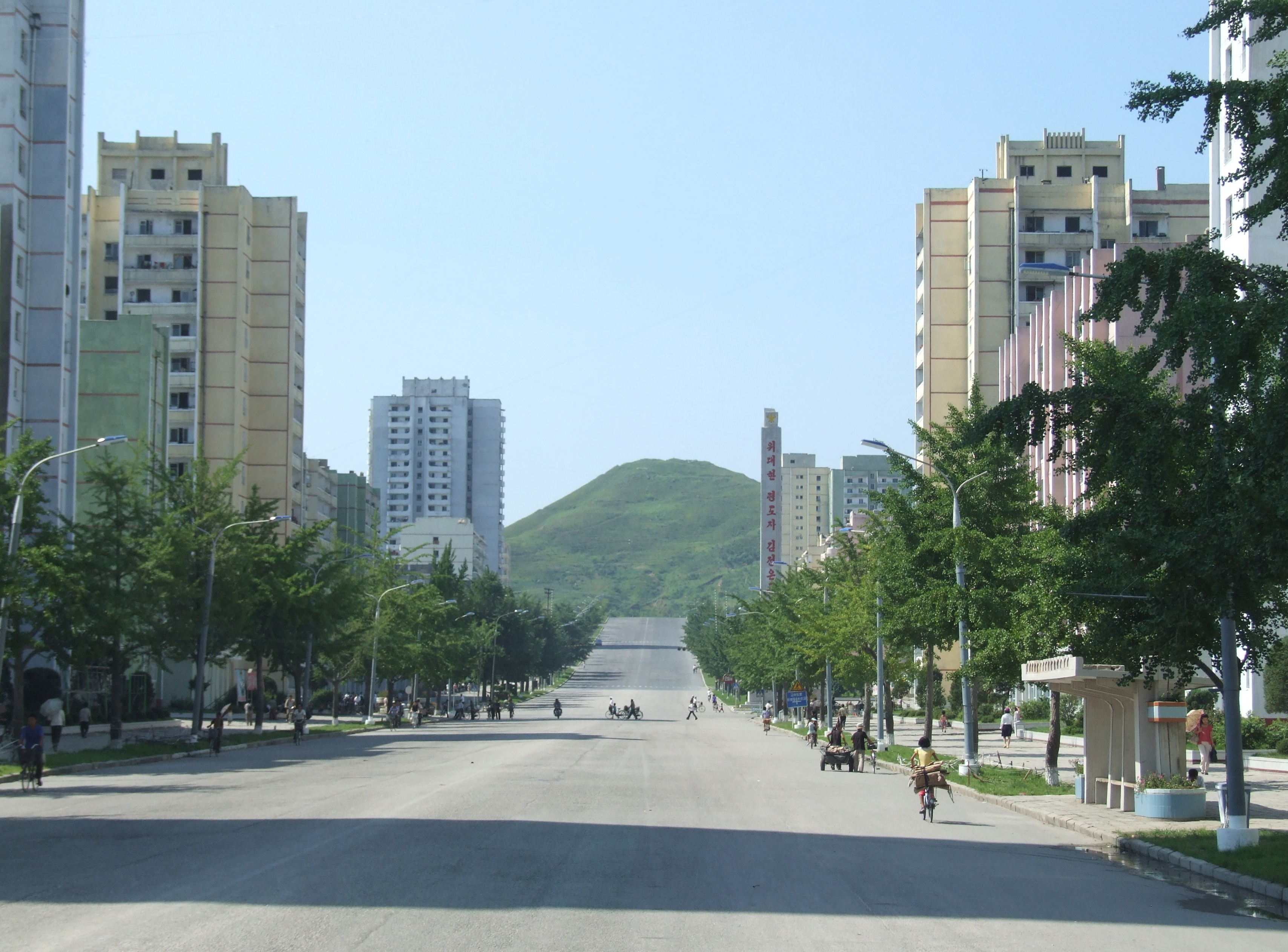
Kaesong, tại đây một trường hợp nghi mắc COVID-19 được báo cáo vào tháng 7 năm 2020.

Vào ngày 1 tháng 7, một quan chức WHO cho biết lệnh cấm tụ tập nơi công cộng vẫn được duy trì và mọi người dân bị yêu cầu phải đeo khẩu trang nơi công cộng. KCNA và Rodong Sinmun công bố các hình ảnh từ cuộc gặp mặt ngày 2 tháng 7 giữa Kim Jong-un và hàng chục quan chức khác, nhưng không ai trong số họ đeo khẩu trang. Theo Tiến sĩ Edwin Salvador, đại diện của WHO tại Triều Tiên, 922 người dân nước này đã xét nghiệm COVID-19 và tất cả đều cho ra kết quả âm tính.